# Orde de la Glòria Maternal
L'Orde de la Glòria Maternal (rus:Орден «Материнская слава») és una condecoració soviètica creada per Stalin el 8 de juliol de 1944.
Va ser instituïda per Decret de la Presidència del Soviet Suprem de l'URSS del 8 de juliol de 1944. L'estatut es veié confirmat pel decret del 18 d'agost de 1944, i es modificà mitjançant decrets del 16 de desembre de 1947, 28 de maig de 1973 i 28 de maig de 1980.
La seva concessió és realitzada en nom de la Presidència del Soviet Suprem de l'URSS pels decrets de les Presidències dels soviets locals i de les repúbliques autònomes.
L'orde consta de 3 classes: 1a, 2a i 3a classe (el grau superior és la 1a classe).
Era atorgada a:
- 1a classe: les mares que hagin donat a llum i educat 9 fills
- 2a classe: les mares que hagin donat a llum i educat 8 fills
- 3a classe: les mares que hagin donat a llum i educat 7 fills

La concessió es realitza quan el fill que justifiqui la concessió tingui un any i en existència dels restants fills vius de la mare. També es compten als fills que hagin mort en defensa de l'URSS, en l'execució dels deures del servei militar o en l'execució dels deures del ciutadà de l'URSS en el salvament d'una vida humana, per la protecció de la propietat i l'ordre legal socialista, o a causa de la mutilació professional o la malaltia laboral.
Penja a l'esquerra del pit, i davant l'existència d'altres ordes i medalles se situa per damunt d'elles.
Va ser instituïda simultàniament amb el títol de Mare Heroïna i la Medalla a la Maternitat, i se situava entre les dues.
L'autor del projecte va ser el pintor Goznaka.
El primer decret per a la seva concessió va ser el 6 de desembre de 1944. La 1a classe es concedí a 21 dones, la 2a classe a 26 dones i la de 3a classe a 27 dones.
En total, la primera classe s'atorga en prop de 753.000 ocasions, la de 2a classe en prop 1.508.000 ocasions, i la de 3a classe, en unes 2.786.000 ocasions.

## Disseny
La 1a classe és feta íntegrament en plata i té una forma oval convexa. Té 36mm d'alt per 29mm d'ample. A la part superior hi ha una bandera coberta en esmalt vermell amb la inscripció "Материнская слава" (Glòria Maternal) i la xifra romana que indica el grau de l'orde. Sota la bandera hi ha un escut d'esmalt blanc, amb la inscripció "CCCP" (URSS). A la part superior hi ha una estrella de 5 puntes en esmalt vermell i a sota la falç i el martell. A l'esquerra apareix la imatge rovellada de la mare amb el fill en braços, amb la part inferior de la figura coberta de roses. La part inferior de la medalla, la vora de la bandera i les lletres són en daurat.
La segona classe difereix en el fet que la bandera és d'esmalt blau fosc, i en què desapareixen els daurats, i a la 3a classe desapareix l'esmalt de la bandera, de l'escut i de l'estrella.
El llaç de la medalla és d'esmalt blanc. A la primera classe hi ha una franja en esmalt blau cel, a la segona classe hi ha dues franges en esmalt blau cel, i a la 3a classe n'hi ha tres.